# Xianying
Xianying (kinesiska: 仙营街道, 仙营) är en socken i Kina. Den ligger i provinsen Shandong, i den östra delen av landet, omkring 140 kilometer söder om provinshuvudstaden Jinan. Antalet invånare är 51 995. Befolkningen består av 25 749 kvinnor och 26 246 män. Barn under 15 år utgör 12,0 %, vuxna 15-64 år 81 %, och äldre över 65 år 6,0 %.
Genomsnittlig årsnederbörd är 904 millimeter. Den regnigaste månaden är juli, med i genomsnitt 228 mm nederbörd, och den torraste är januari, med 6 mm nederbörd.